# Markku Heikkilä
Markku Kaarlo Juhani Heikkilä, född den 9 juni 1945 i Norrmark, är en finländsk teolog och kyrkohistoriker.
Heikkilä blev teol.dr. 1980. Heikkilä var 1980–1986 docent i Finlands och Skandinaviens kyrkohistoria vid Helsingfors universitet och blev 1986 professor i praktisk teologi. Han disputerade på en avhandling om de finländska kristliga föreningarnas utveckling under förra delen av 1900-talet och har därtill skrivit bland annat om de kyrkliga förhållandena i Lahtis och Tavastehus, samt undervisningsministeriets historia.

## Utmärkelser
- Riddartecknet av I klass av Finlands Vita Ros’ orden,  6 december 1997[2]

[Redigera Wikidata]